# Darren Jackson
Darren Jackson (Edimburgo, 25 de julho de 1966) é um ex-futebolista escocês que atuava como atacante.
Em clubes, fez sucesso no Hibernian, onde jogou de 1992 a 1997, e onde recebeu o apelido de Action Jackson. Jogou também por Meadowbank Thistle, Newcastle United, Dundee United, Sheffield United, Celtic, Coventry City (empréstimo), Hearts, Livingston (também por empréstimo) e St. Johnstone.
Action Jackson, que jogou também pela Seleção Escocesa (entre 1996 e 1998, com 28 partidas disputadas e quatro gols - participou da Euro 1996 e da Copa de 1998), deixaria de jogar profissionalmente em 2002, pelo inexpressivo Clydebank.